# Surister
Surister est un village belge situé en province de Liège dans la commune de Jalhay.
Avant la fusion des communes de 1977, Surister faisait déjà partie de la commune de Jalhay. 

## Situation
Surister se trouve sur une ligne de crête dominant les vallons des ruisseaux du Hélivy (à l'ouest) et du Botné (à l'est), tous deux affluents de la Hoëgne.
Village-rue ardennais d'une longueur d'environ 2 km, Surister étire ses habitations principalement le long de la route nationale 629 Spa-Eupen. 
Le centre de Jalhay se trouve à environ 2,5 km à l'est de Surister.

## Description
Au milieu de prairies bordées de bois, de nombreuses maisons et fermettes anciennes souvent construites en moellons de grès et parfois contiguës se succèdent tout au long du hameau.

## Patrimoine
La chapelle dédiée à Saint Hubert a été bâtie en brique en 1880 dans un style néo-gothique. Elle se trouve à l'emplacement de l'ancien château des Groulard et possède des orgues reprises sur la liste du patrimoine immobilier classé de Jalhay.
En face de la chapelle, le perron du ban de Jalhay qui datait du XVe siècle avait été détruit en 1789 pendant la révolution française. Il a été reconstruit à l’identique en 1992. Une stèle de la route des droits de l’homme a été installée à proximité.

## Loisirs
Parfois il est organisé des marches ou des fêtes à la salle du village. 